# Emre
Emre  è un nome proprio di persona turco maschile.

## Origine e diffusione
Riprende un termine turco che vuol dire "amico"; è quindi analogo, per significato, ad altri nomi quali Amico, Buddy, Anis, Khalil e Rut.

## Persone
- Emre Aydın, cantautore turco
- Emre Aşık, calciatore turco
- Emre Belözoğlu, calciatore turco
- Emre Can, calciatore tedesco
- Emre Çolak, calciatore turco
- Emre Demir, calciatore turco
- Emre Güngör, calciatore turco

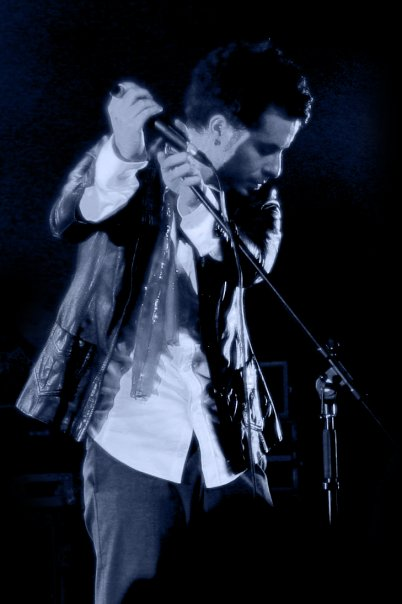
Emre Aydın

- Emre Kınay, attore e regista teatrale turco
- Emre Mor, calciatore turco